# Mateja Kežman
Mateja Kežman (szerbül: Матеја Кежман; Belgrád, Jugoszlávia, 1979. április 12. –) szerb labdarúgócsatár.